# Sidi Aissa Regragui
Sidi Aissa Regragui (franska: Sidi Aissa Regragui (CR), Sidi Aissa Regragui (Commune Rurale), arabiska: سيدي عبد الجليل) är en kommun i Marocko.   Den ligger i provinsen Essaouira och regionen Marrakech-Safi, i den norra delen av landet, 400 km sydväst om huvudstaden Rabat. Antalet invånare är 7 620.